# Вальпараїсо
Вальпараї́со (ісп. Valparaíso, дос. «Райська долина») — місто в центральній частині Чилі, адміністративний центр регіону V Вальпараїсо і провінції Вальпараїсо. Населення 276 тис. мешканців (2001 рік).

## Розташування
Місто розташоване за 104 км на північний захід від столиці Чилі міста Сантьяго.
Вальпараїсо — основний порт Чилі і друге за величиною і за значенням місто країни. Місто розташоване амфітеатром на південному березі затоки Вальпараїсо, на схилах Прибережного хребта (Кордильєра-де-ла-Коста).
Комуна межує:
- на північному сході — з комуною Вінья-дель-Мар;
- на сході — з комуною Кільпуе;
- на півдні — з комуною Касабланка.

На півночі і заході знаходиться узбережжя Тихого океану.

## Клімат
Вальпараїсо має м'який середземноморський клімат (Csb за класифікацією кліматів Кеппена), що нагадує клімат Сан-Франциско або Санта-Барбари на аналогічній широті в північній півкулі. Літо в основному сухе, але часто бувають тумани, викликані холодною Перуанською течією, яка проходить вздовж берегів Чилі. У зимовий час кількість опадів може іноді бути дуже великою. Зрідка трапляються снігопади в самій верхній частині міста.
| Клімат Вальпараїсо      | Клімат Вальпараїсо | Клімат Вальпараїсо | Клімат Вальпараїсо | Клімат Вальпараїсо | Клімат Вальпараїсо | Клімат Вальпараїсо | Клімат Вальпараїсо | Клімат Вальпараїсо | Клімат Вальпараїсо | Клімат Вальпараїсо | Клімат Вальпараїсо | Клімат Вальпараїсо | Клімат Вальпараїсо |
| Показник                | Січ.               | Лют.               | Бер.               | Квіт.              | Трав.              | Черв.              | Лип.               | Серп.              | Вер.               | Жовт.              | Лист.              | Груд.              | Рік                |
| Абсолютний максимум, °C | 31,2               | 31,9               | 28,9               | 29,6               | 28,6               | 24,2               | 25,8               | 26,4               | 28,4               | 28,5               | 28,9               | 31,2               | 31,9               |
| Середній максимум, °C   | 20,8               | 20,7               | 19,4               | 17,9               | 16,5               | 15,2               | 14,3               | 14,8               | 15,4               | 16,5               | 18,2               | 19,9               | 17,5               |
| Середня температура, °C | 17,0               | 16,8               | 15,6               | 14,2               | 13,3               | 12,0               | 11,4               | 11,7               | 12,1               | 13,2               | 14,7               | 16,2               | 14,0               |
| Середній мінімум, °C    | 13,5               | 13,5               | 12,7               | 11,4               | 10,8               | 9,6                | 9,2                | 9,3                | 9,5                | 10,4               | 11,5               | 12,8               | 11,2               |
| Абсолютний мінімум, °C  | 3,0                | 2,8                | 0,4                | −0,3               | −1,2               | −2,3               | −3,6               | −2,4               | −3,2               | −1,2               | 0,4                | 1,2                | −3,6               |
| Норма опадів, мм        | 0.4                | 0.0                | 3.7                | 13.3               | 54.5               | 83.1               | 111.2              | 60.0               | 26.7               | 10.4               | 7.9                | 1.3                | 372.5              |
| ----------------------- | ------------------ | ------------------ | ------------------ | ------------------ | ------------------ | ------------------ | ------------------ | ------------------ | ------------------ | ------------------ | ------------------ | ------------------ | ------------------ |
| Джерело: Lacad          |                    |                    |                    |                    |                    |                    |                    |                    |                    |                    |                    |                    |                    |

## Історія
Вальпараїсо був заснований 1536 року іспанським конкістадором Хуаном де Сааведра, який назвав його на честь свого рідного міста. Перенесло руйнівні землетруси (1730, 1817, 1906, 1928, 1960, 2010).
12-13 квітня 2014 місто охопила масштабна пожежа, вогонь знищив близько двох тисяч будинків на 850 гектарах, загинуло 12 осіб, постраждали 8 тисяч людей. Влада евакуювала понад 10 тисяч жителів.. Це найбільша пожежа за всю історію міста.

## Економіка
Важливий транспортний вузол, кінцевий пункт Трансандської залізниці Вальпараїсо — Буенос-Айрес. Найбільший морський порт країни. Головна військово-морська база Чилі.
Машинобудування, металообробна, целюлозно-паперова, хімічна, легка, харчова промисловість. Економічна діяльність сконцентрована на вузькій області біля затоки, у той час як житлові райони розташовані на крутих схилах пагорбів, що прилягають до міста.

## Транспорт
Див також: Метрополітен Вальпараїсо

## Відомі люди з Вальпараїсо
У Вальпараїсо народилися колишній президент Сальвадор Альєнде, генерал Августо Піночет, поет Серхіо Кастільйо, музикант Том Арайа, режисер і сценарист Себастьян Аларкон.

## Галерея

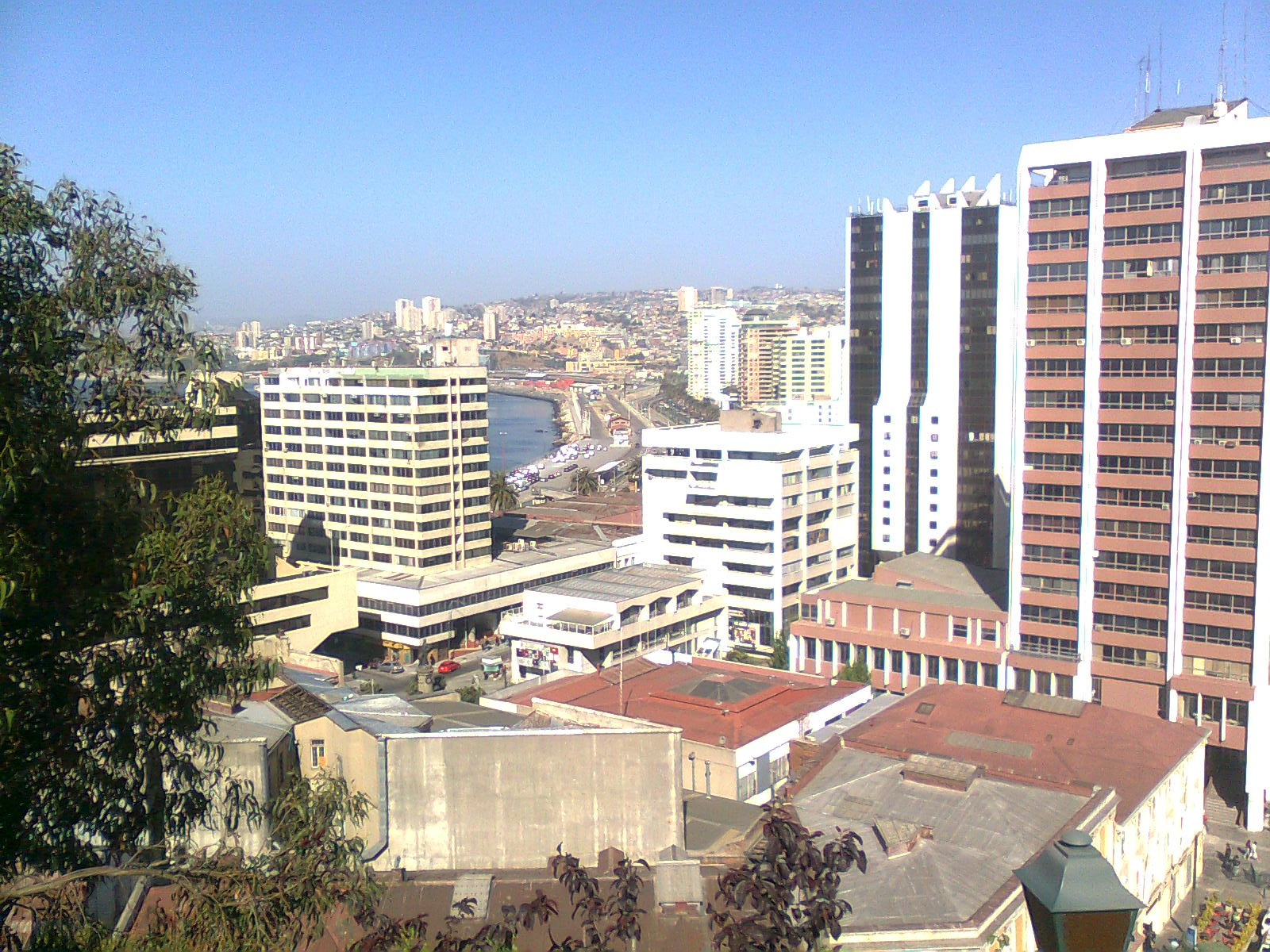
Вид на Вальпараїсо
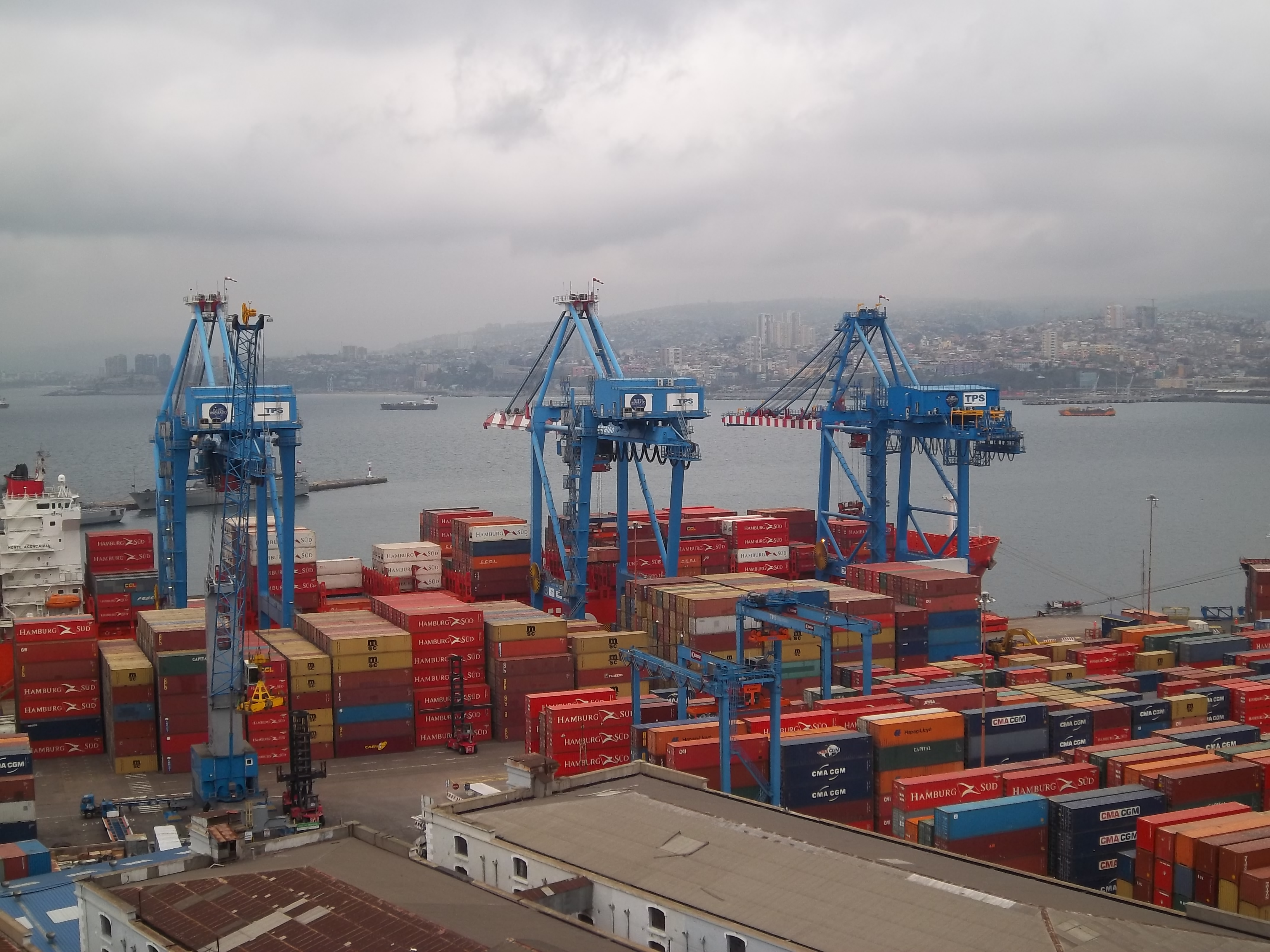
Порт Вальпараїсо
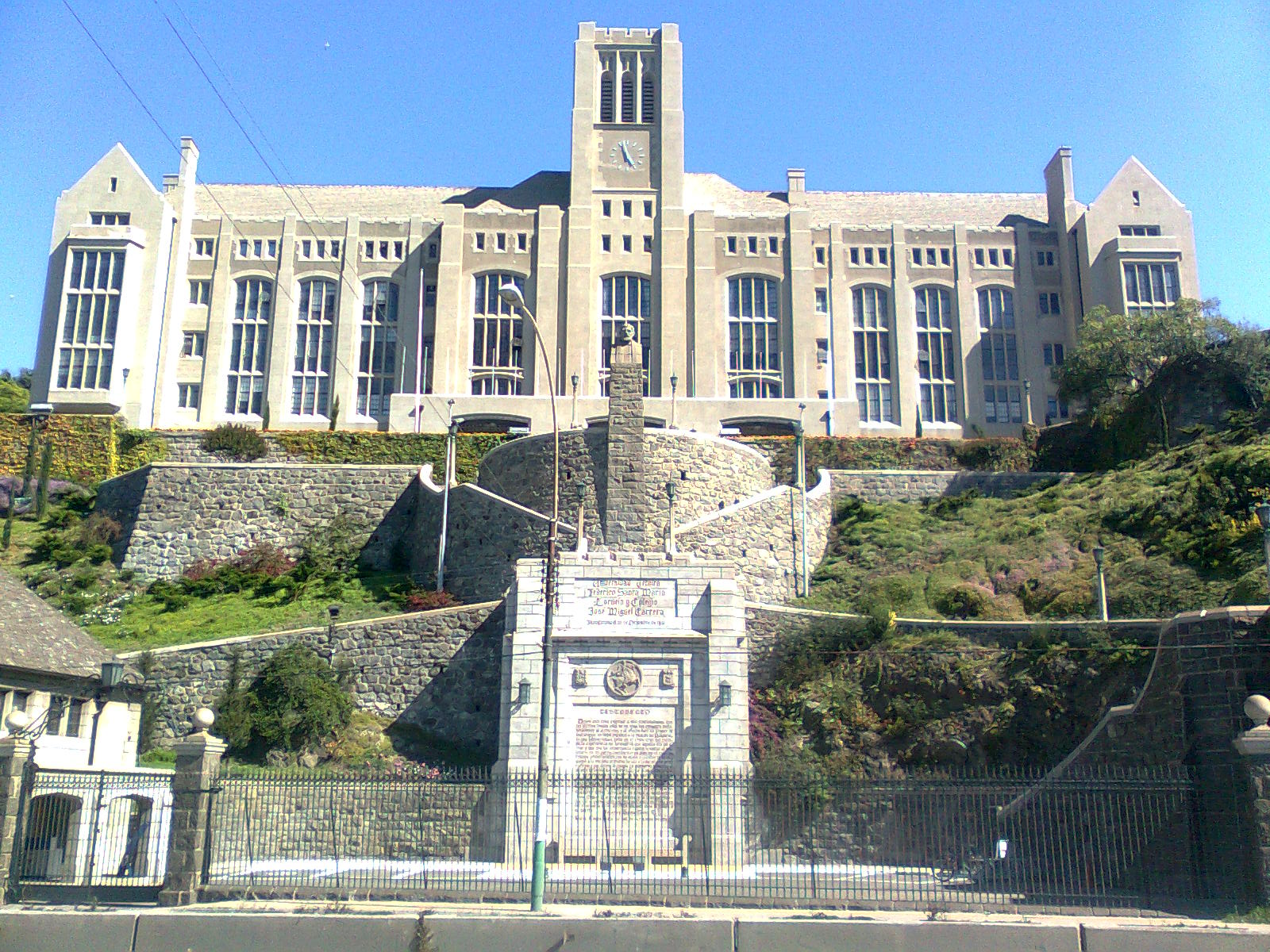
Технічний університет Федеріко Санта-Марія
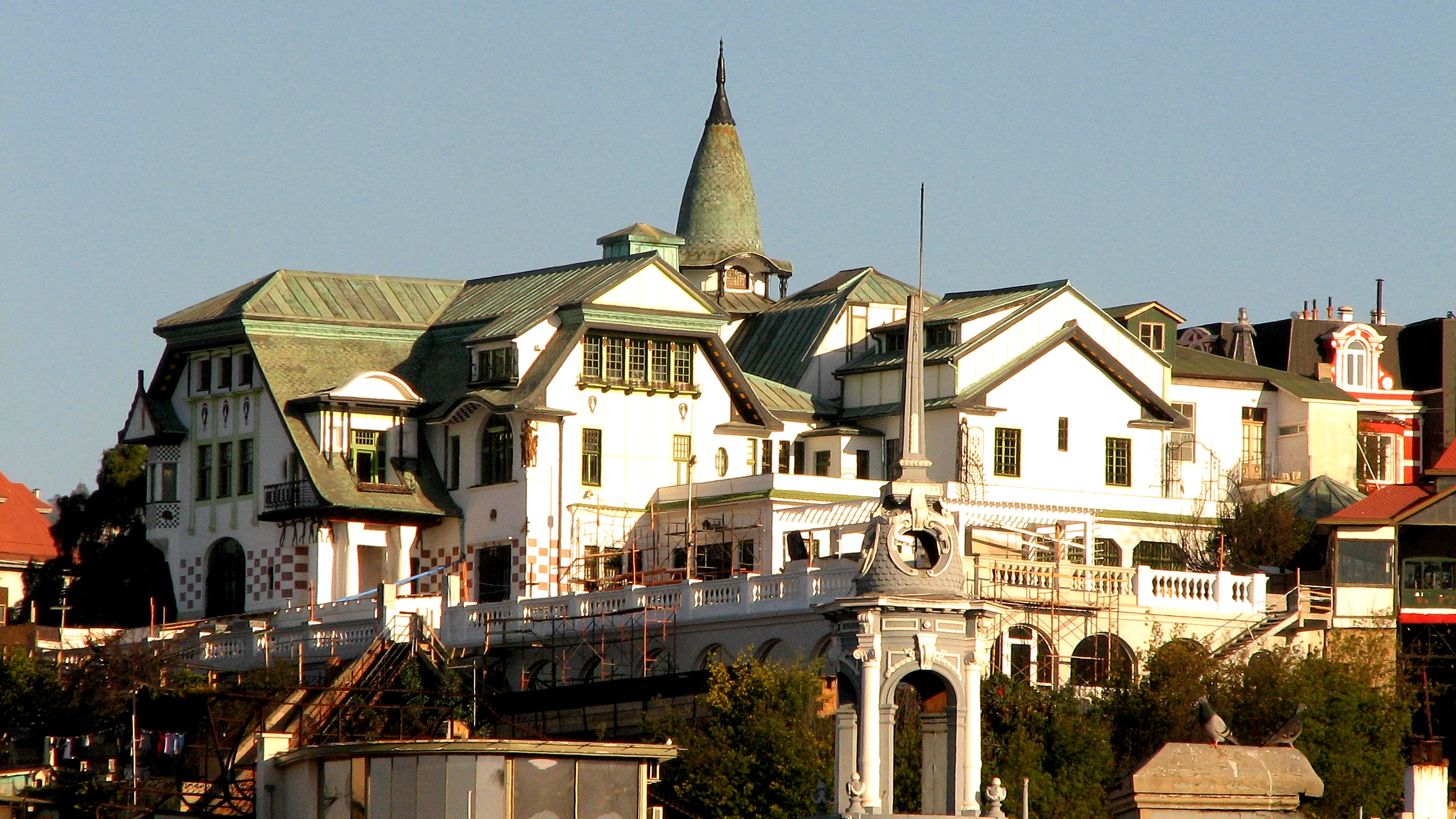
Муніципальний музей витончених мистецтв
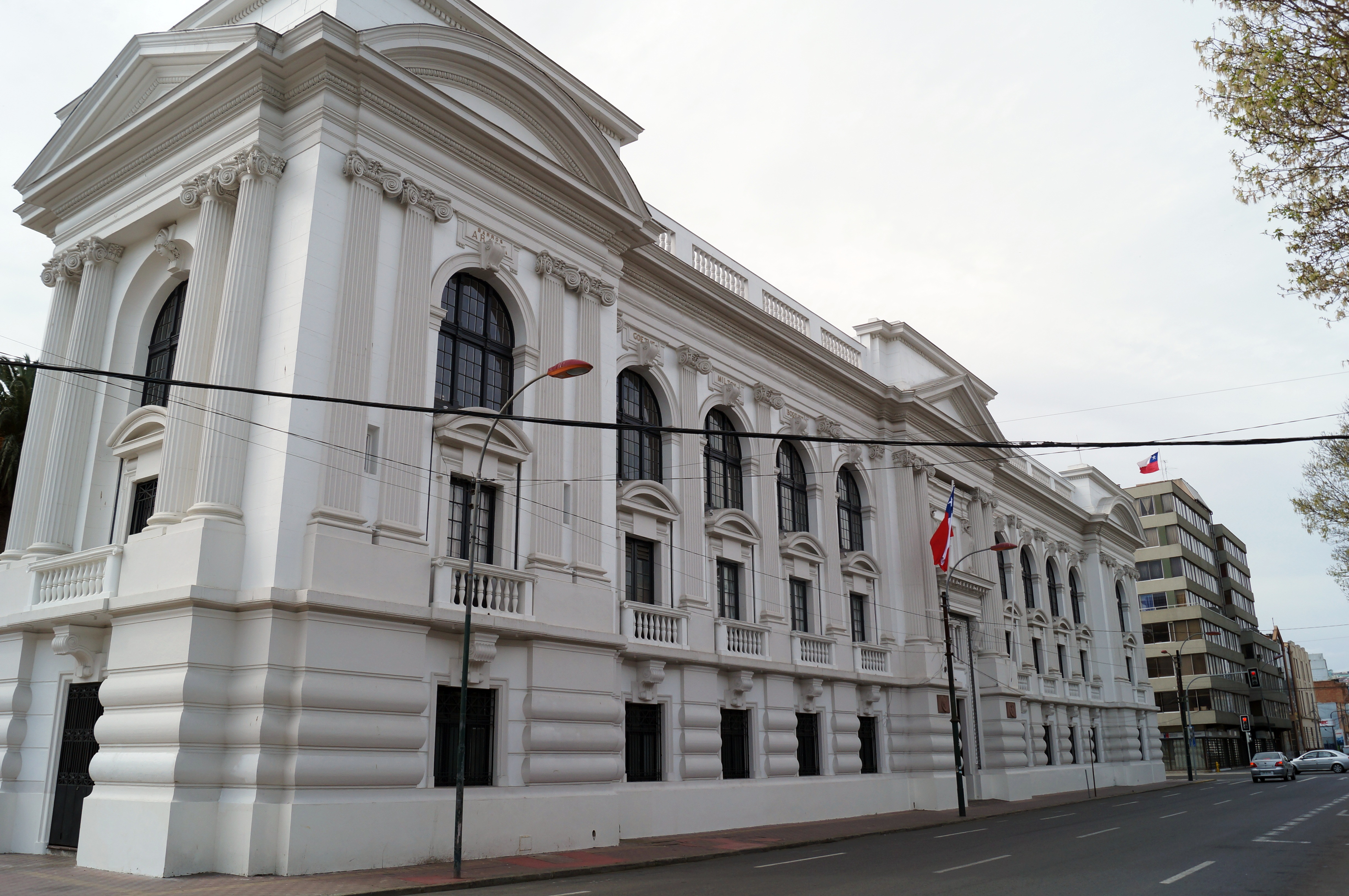
Бібліотека «Северін»
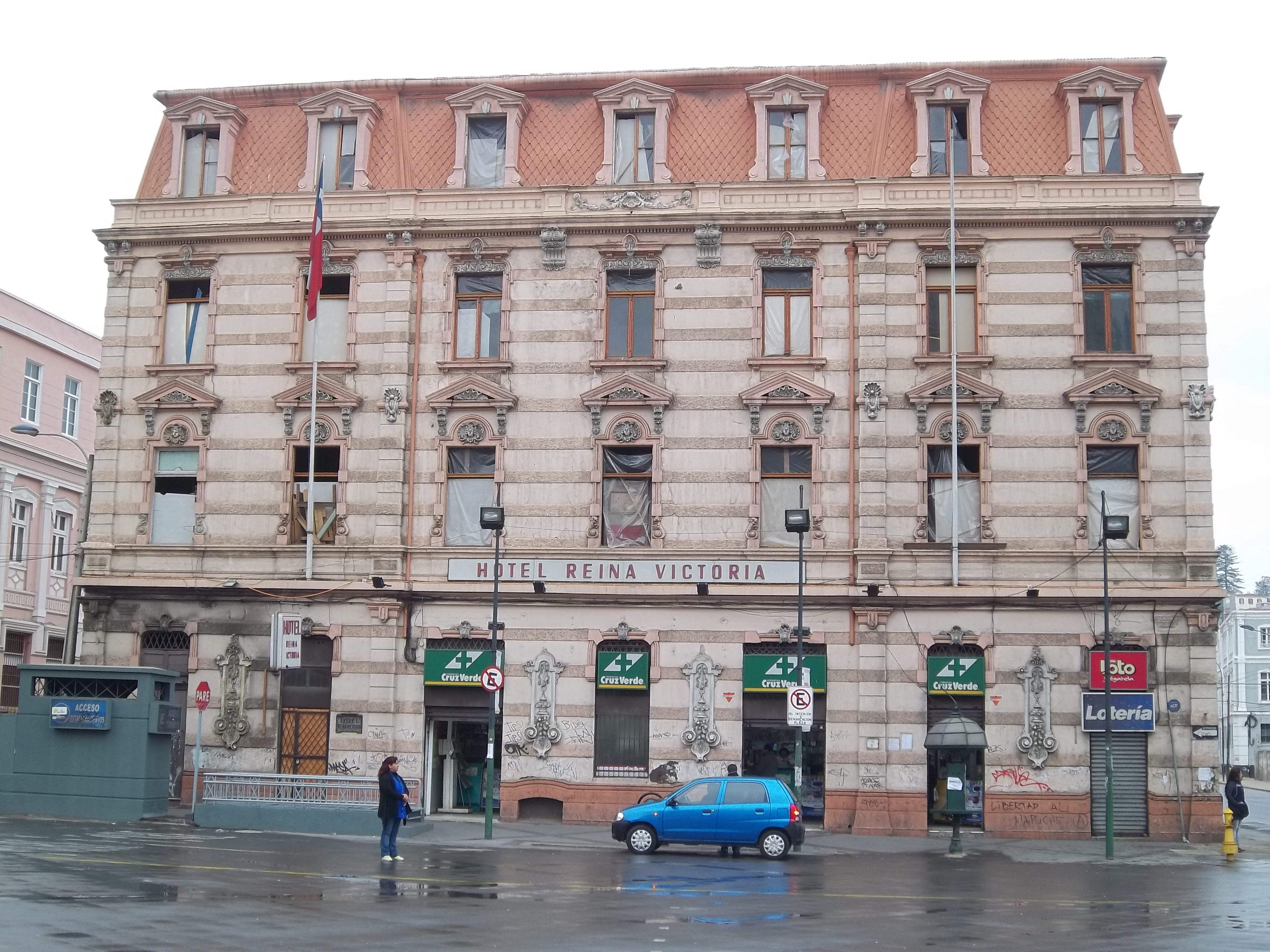
Готель «Reina Victoria»
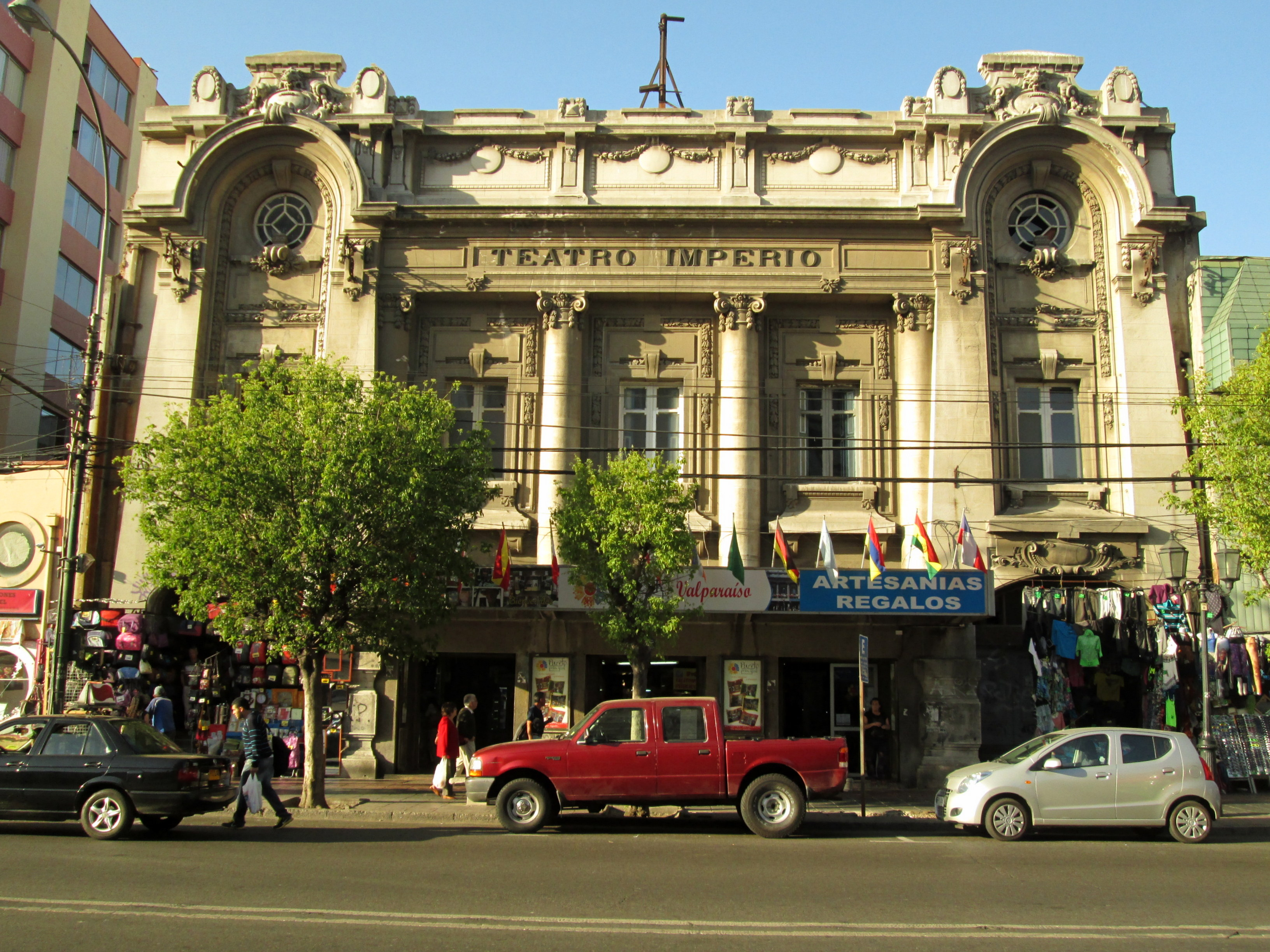
Колишня будівля театру «Imperio»
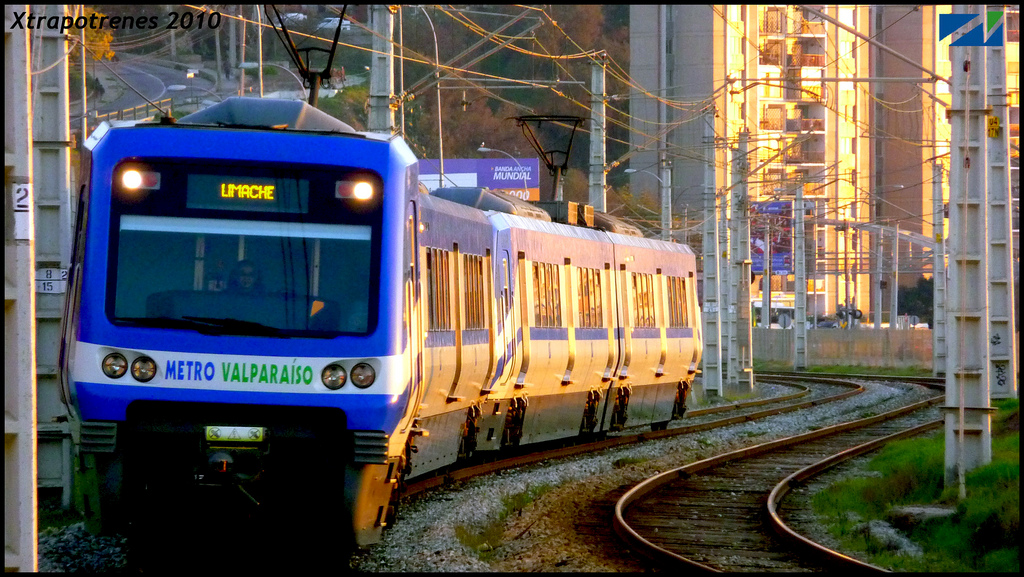
Поїзд метро
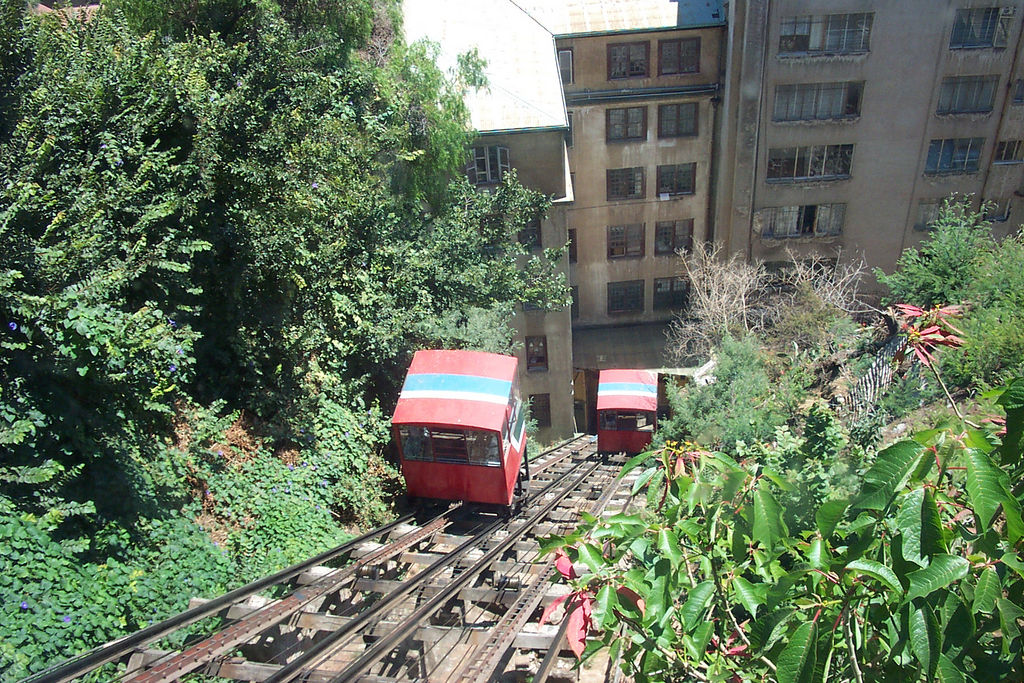
Один з фунікулерів міста

## Міста-побратими
- Аргентина: Кордова
- Іспанія: Ов'єдо
- Норвегія: Осло
- Малайзія: Малакка
- США: Лонг-Біч, Каліфорнія
- КНР: Шанхай
- Росія: Новоросійськ, з 1968
- Південна Корея: Пусан, з 1999
- Україна: Одеса, з 1999

## Визначні пам'ятки
Займаючи лише вузьку смугу землі між береговою лінією і прилеглими пагорбами, його центр має звивисті бруковані вулиці, і оточений крутими скелями, будинками передмість, що розкинулися по схилах, до яких ведуть численні пішохідні доріжки, сходи і фунікулери. Міські музеї природознавства, мистецтва і Морський музей вважаються одними з найкращих у країні.
Муелле Прат, нещодавно повторно побудований міський пірс, є ринковою областю, на якій можна придбати товари та відпочити у численних прибережних ресторанах.
Вальпараїсо — важливий культурний центр Чилі. Основні навчальні заклади: Католицький університет, Технічний університет Федеріко Санта-Марія, консерваторія, Військово-морська академія. Музей природної історії, бібліотека «Северін». Світова спадщина ЮНЕСКО.

## Виноски
1. ↑  В чилійському Вальпараїсо пожежа знищила дві тисячі будинків, загинули 12 людей
2. ↑  * Назва в офіційному англомовному списку